# Eure-et-Loir
Eure-et-Loir je francouzský departement ležící v regionu Centre-Val de Loire. Je pojmenovaný podle řek Eure a Loir. Hlavní město je Chartres.

## Geografie

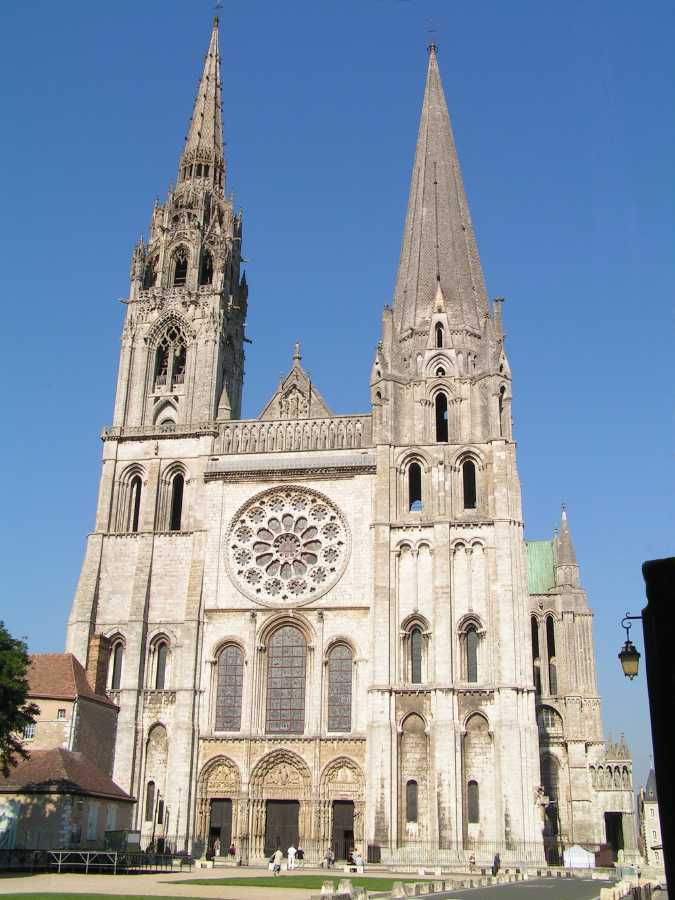
Katedrála v Chartres, památka UNESCO

### Nejvýznamnější města
- Chartres
- Châteaudun
- Dreux
- Illiers
- Nogent-le-Rotrou

## Osobnosti spjaté s departementem Eure-et-Loir
- Hugo Kapet (939/941–996), francouzský král
- Fulbert de Chartres (kolem 960–1028) , filozof
- Diana de Poitiers (1499–1566), vychovatelka a milenka francouzského krále Jindřicha II.
- Rémy Belleau (1528–1577), básník
- Jindřich IV. Francouzský (1553–1610), francouzský král
- Madame de Maintenon (1635–1719), milenka a pravděpodobně druhá manželka francouzského krále Ludvíka XIV.
- Madame de Pompadour (1721–1764), milenka francouzského krále Ludvíka XV.
- Paul Deschanel (1855–1922), francouzský prezident
- Marcel Proust (1871–1922), spisovatel
- Chaïm Soutine (1893–1943), malíř
- Jean Moulin (1899–1943), odbojář
- Maurice Bourgès-Maunoury (1914–1993), politik
- Patrick Vieira (*1976), fotbalista